# Ándalus Líneas Aéreas
Andalus Líneas Aéreas (nombre comercial de Operador Aéreo Andalus, S.A.) fue una aerolínea española con base en el Aeropuerto de Málaga-Costa del Sol. El 27 de febrero de 2009 realizó su primer vuelo con pasajeros. Estaba formada principalmente por directivos con más de treinta años de experiencia de trabajo en aerolíneas, y su capital social era 100% de inversores andaluces. Su flota estaba formada por aviones Embraer 145, para las rutas de corta distancia. Realizaba vuelos uniendo Málaga con Nador, Casablanca y Marrakech (Marruecos), con Madrid y Barcelona. También en sus últimos meses realizó vuelos desde San Sebastián a Madrid y de Barcelona y Gerona a Mahón.
Después de pasar por duros momentos, reduciendo rutas y sin pagar a sus trabajadores, Andalus Líneas Aéreas dejó de operar en junio de 2010.

## Historia
En 2008, un conjunto de empresas andaluzas configuraron el accionariado de un proyecto empresarial liderado por Fernando Guerrero Ros al frente de un equipo de 16 profesionales. El desembolso inicial para desarrollar el proyecto fue de 12 millones de euros.
La compañía aérea propuesta en el proyecto, Ándalus Líneas Aéreas, difería de los intentos previos de compañías aéreas de capital andaluz en tanto aquellos proyectos pasados habían tenido como objetivo principal la captación de turistas con destino a Andalucía, mientras que la nueva compañía aérea dirigida por Fernando Guerrero buscaba ofrecer a los andaluces un amplio abanico de destinos directos sin escalas.
Inicialmente, los destinos planteados por la compañía fueron aeropuertos de Portugal y Marruecos que se explotarían con aeronaves Embraer 145, así como algún destino en América Latina para el final del primer año de funcionamiento, para el cual se esperaba contar con un Boeing 767.
En febrero de 2009, el director de Ándalus comunicó que la empresa se encontraba trabajando en un puente aéreo entre Madrid y el aeropuerto de Gibraltar. En abril de 2009 empezarían a operar la ruta, para lo que conseguirían su segunda aeronave, otro Embraer 145 propiedad de la extinta Lagun Air, que se encontraba en concurso de acreedores.
A mediados de 2009, Ándalus Líneas Aérea tenía intenciones de propugnar por el concurso de la línea aérea Almería-Sevilla, lo que podría suponerle su expansión al aeropuerto almeriense. Sin embargo, pese a recibir 700.000 euros de inversión por parte de la empresa pública andaluza Invercaria, que se sumaron a otros 410.000 euros recibidos previamente, CajaGranada inmovilizó los saldos de préstamo de la compañía debido al desequilibro patrimonial de la compañía, que se encontraba cerca de los dos millones de euros en negativo.

### Participación en el caso Invercaria
En 2012, la Cámara de Cuentas de Andalucía destapó ciertas irregularidades en diversos contratos y préstamos de la empresa pública andaluza Invercaria. Esto acabó por destapar un caso de corrupción política conocido como «Caso Invercaria» que salpicó al PSOE de Andalucía.
En julio de 2009, Invercaria había invertido 700.000 euros en Ándalus Líneas Aéreas, una subvención destinada al puente aéreo Almería-Sevilla, que supondría la expansión de un nuevo centro de conexión para Ándalus en el aeropuerto de Almería, aparte del aeropuerto de Málaga que ya utilizaba como sede la compañía.
En la investigación como acusado en el caso se probó que, para el momento de la inversión de Invercaria, Ándalus Líneas Aéreas tenía unos fondos propios negativos de 1,7 millones de euros, por lo que se acusó a Fernando Guerrero de buscar utilizar la inversión de manera fraudulenta para buscar el equilibrio patrimonial. Éste por su parte indicó que la inversión se destinó a la búsqueda de la adquisición de una segunda aeronave Embraer 145 y en abrir oficinas en el aeropuerto de Almería, donde también se estudiaba tener un centro de mantenimiento.
Con el avance del juicio, el juez certificó un «quebranto» de las arcas públicas valorado en 1,86 millones de euros referidas a las ayudas de la empresa pública de capital riesgo al operador aéreo. La Fiscalía Anticorrupción solicita dos años y medio de cárcel para Martín Delgado, ex consejero de Cultura, por malversación, prevaricación y tráfico de influencias. Martín Delgado fue además presidente del consejo de administración del operador.
Ha habido cinco imputados en el caso Invercaria relacionados con Ándalus Líneas Aéreas: Tomás Pérez-Sauquillo (presidente de Invercaria), Martín Delgado, los dos hermanos Guerrero Ros, el juez destacó que Fernando tenía un sueldo anual de 125.000 euros más incentivos, y la ex alto cargo del gobierno andaluz Isabel de Haro, que era consejera de la agencia IDEA.

## Destinos
| Países    | Destinos          | Aeropuertos                                    | Desde                                              |
| --------- | ----------------- | ---------------------------------------------- | -------------------------------------------------- |
| España    | Almería           | Aeropuerto de Almería                          | Madrid y Barcelona                                 |
| España    | Barcelona         | Aeropuerto Josep Tarradellas Barcelona-El Prat | Almería, San Sebastián, Gibraltar, Nador y Tánger  |
| España    | Gerona            | Aeropuerto de Gerona                           | Nador y Menorca                                    |
| España    | Madrid            | Aeropuerto Adolfo Suárez Madrid-Barajas        | Almería, Gibraltar y San Sebastián                 |
| España    | Málaga            | Aeropuerto de Málaga-Costa del Sol             | Casablanca (estacional), Lisboa, Marrakech y Nador |
| España    | Menorca           | Aeropuerto de Menorca                          | Gerona                                             |
| España    | Palma de Mallorca | Aeropuerto de Palma de Mallorca                | Nador                                              |
| España    | San Sebastián     | Aeropuerto de San Sebastián                    | Madrid y Barcelona                                 |
| Gibraltar | Gibraltar         | Aeropuerto de Gibraltar                        | Madrid y Barcelona                                 |
| Marruecos | Casablanca        | Aeropuerto Internacional Mohammed V            | Málaga (estacional)                                |
| Marruecos | Nador             | Aeropuerto Internacional de Nador              | Barcelona, Málaga, Palma de Mallorca y Gerona      |
| Marruecos | Marrakech         | Aeropuerto de Marrakech-Menara                 | Málaga y Lisboa                                    |
| Portugal  | Lisboa            | Aeropuerto de Lisboa                           | Málaga y Marrakech                                 |

## Antigua flota
La flota de Ándalus Líneas Aéreas estuvo formado a lo largo de sus operaciones por:
| Aeronaves       | Total | Introducido | Retirado | Matrículas                      |
| --------------- | ----- | ----------- | -------- | ------------------------------- |
| Embraer ERJ 145 | 4     | 2008        | 2010     | EC-KXQ, EC-KBI, EC-LCP y EC-LDB |